# 公衆の面前でのヌード

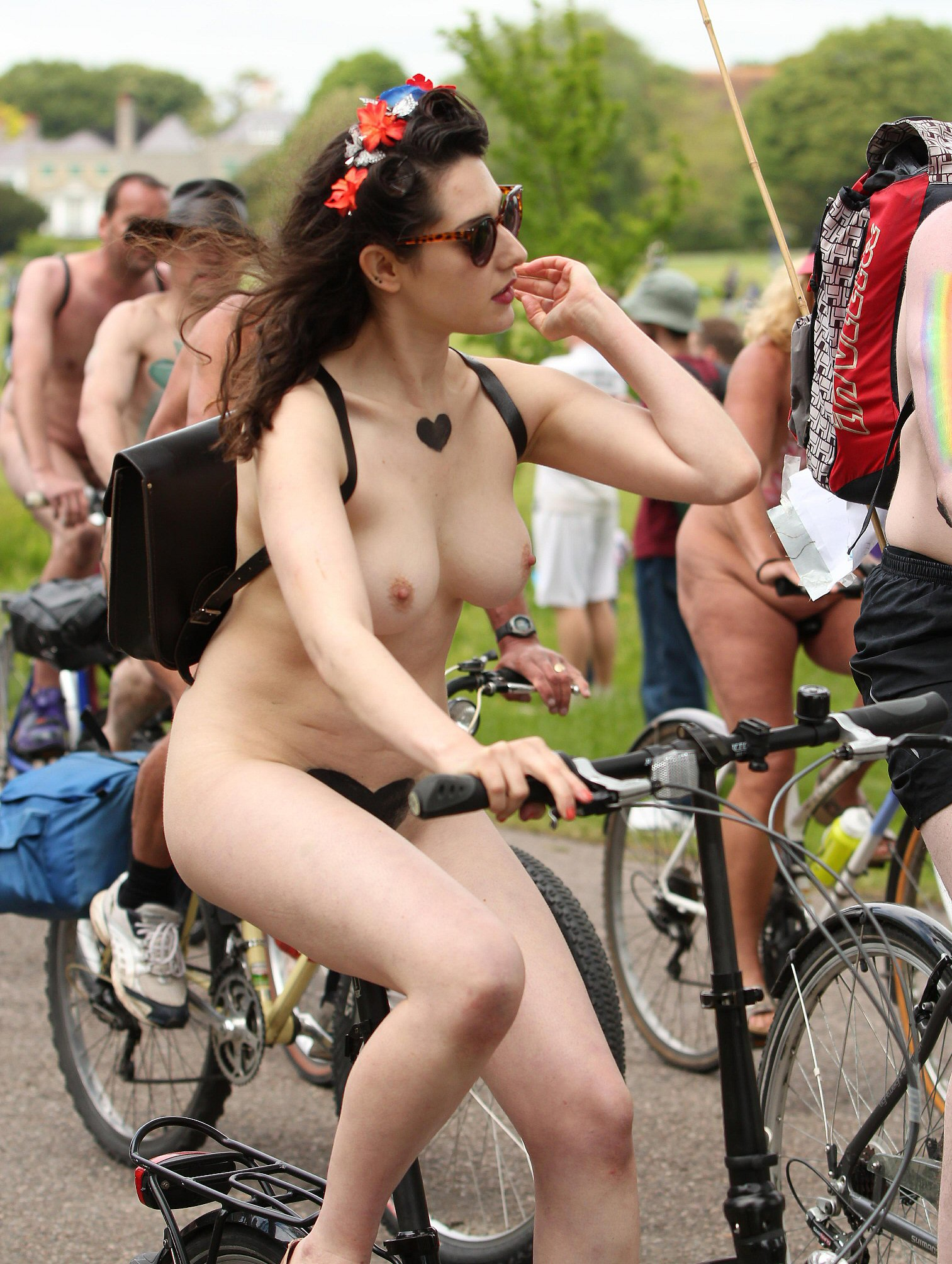
WNBRに参加する裸の人々（2013年）

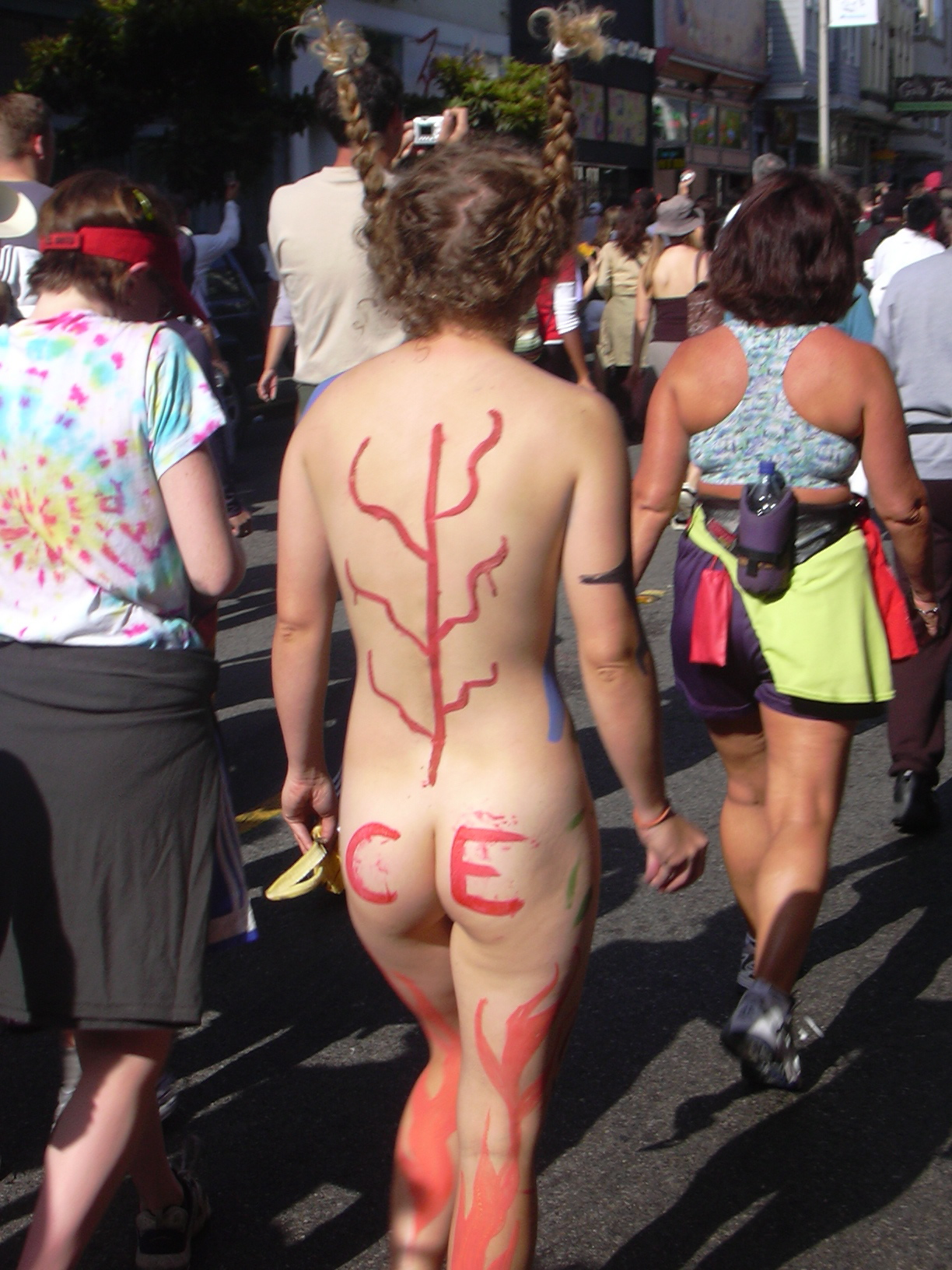
パレードにて全裸で歩く女性

公衆の面前でのヌード（こうしゅうのめんぜんでのヌード、英語: Public nudity）は、公の場所・環境・催し物などで裸になる行為である。

## 概要

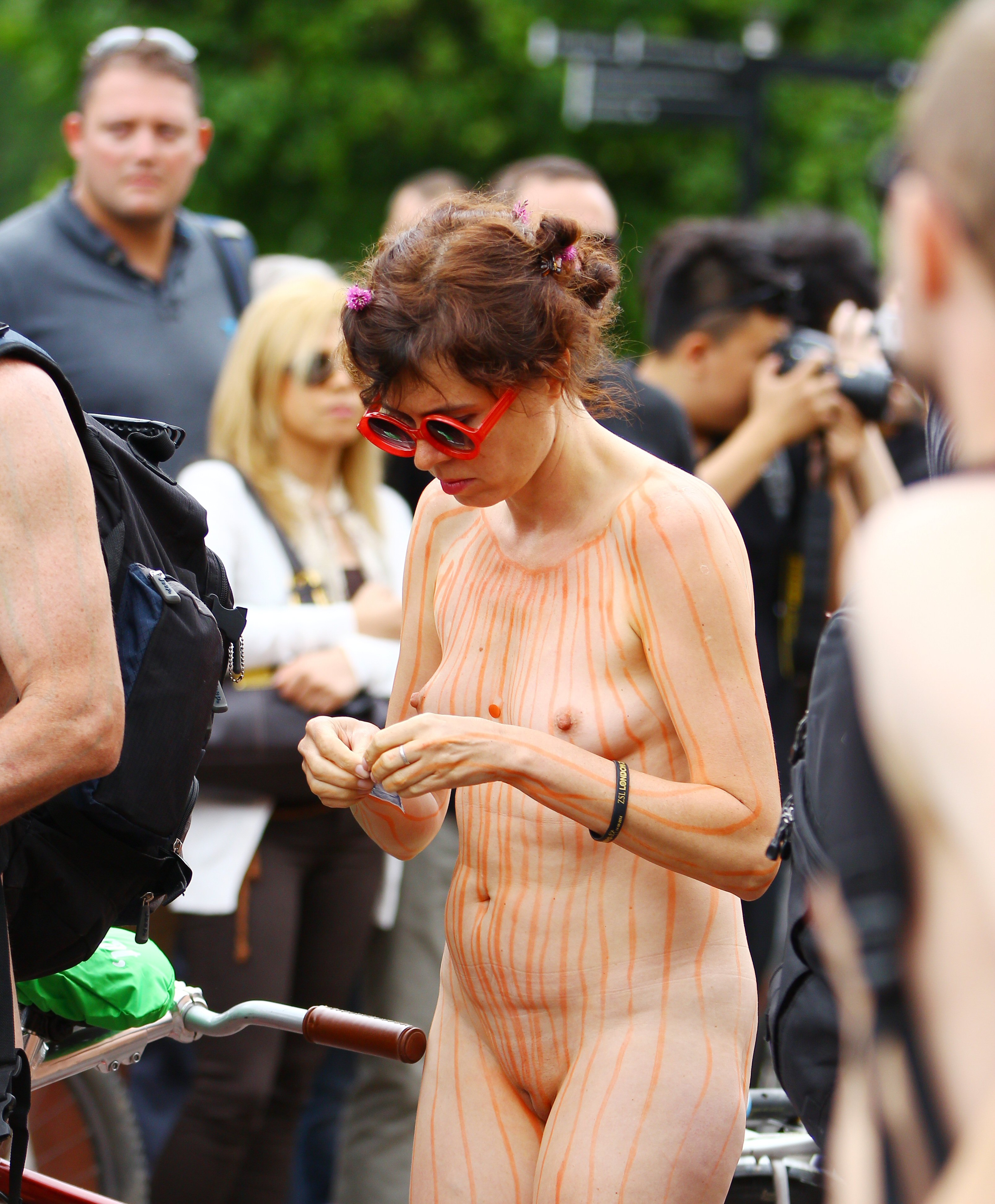
ボディペイントを施してWNBRに参加する人々

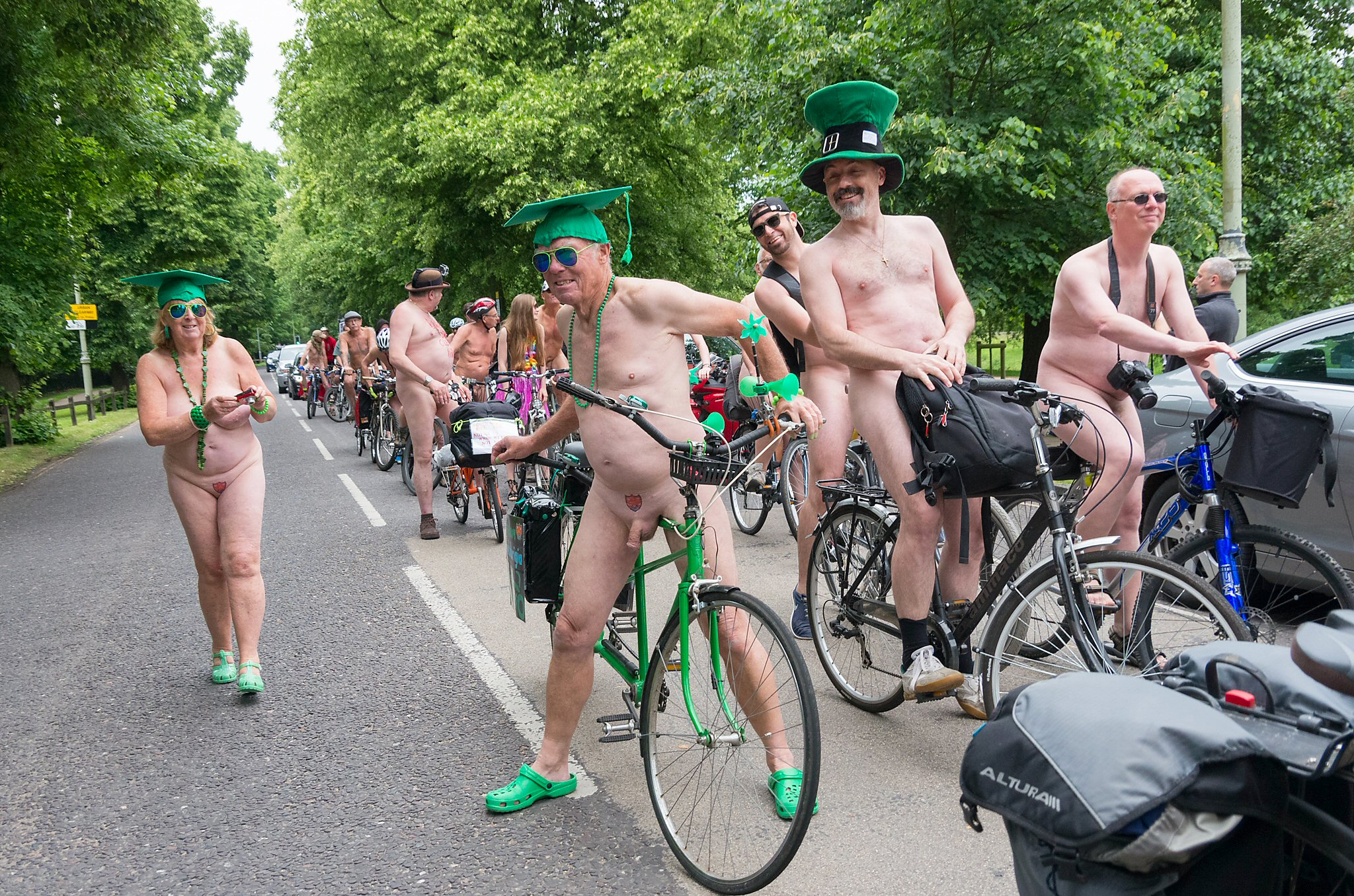
WNBR（2016年度）に参加中の人々

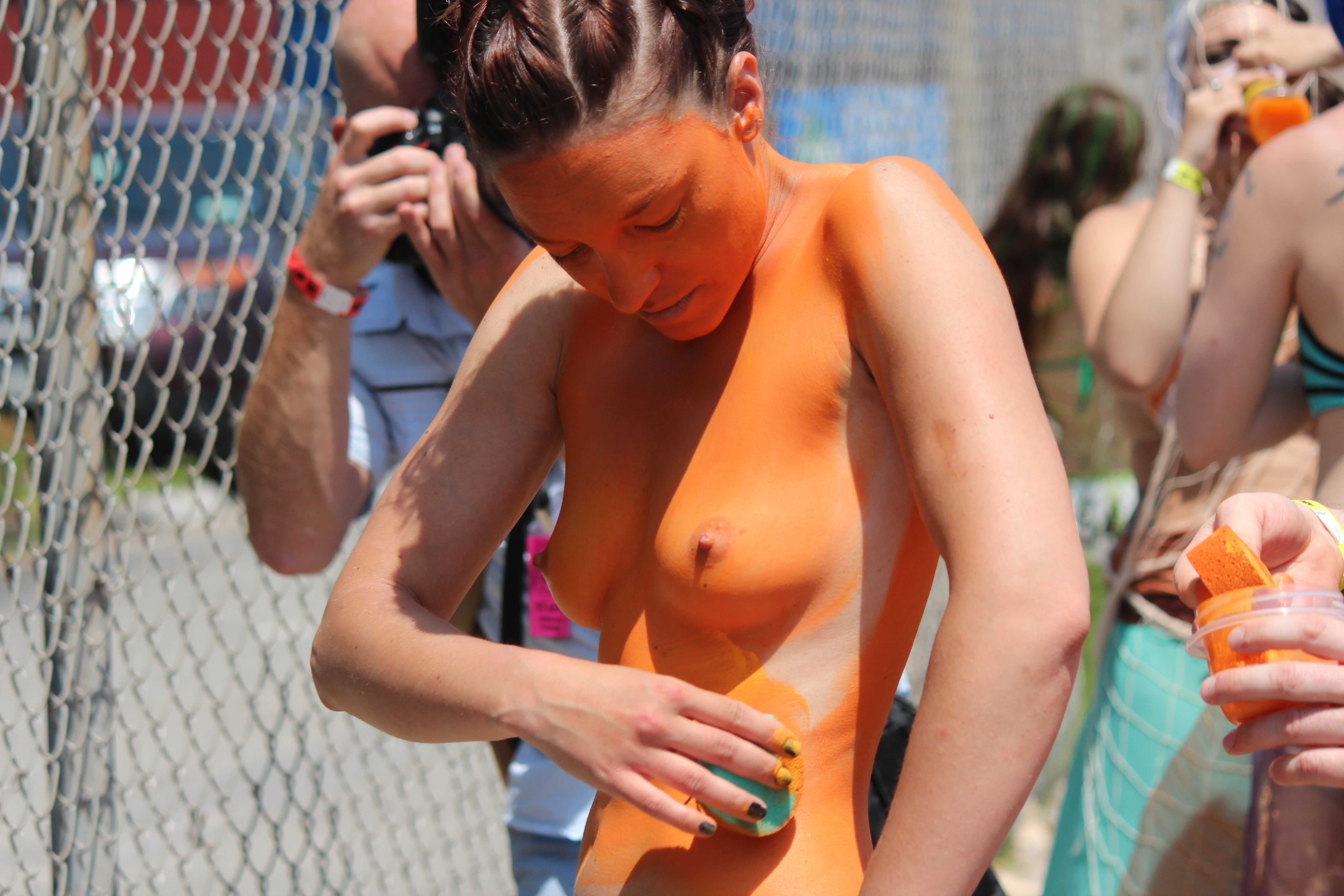
コニー・アイランドで開催されたパレードに参加する人（2013年）

この言葉は、公的な場における｢裸が許される活動｣も意味する。公然裸体主義などとも呼ばれることがあった。サウナ風呂、銭湯、温泉などの施設、欧米諸国などではヌーディスト(裸体主義者)のための施設、公共で裸のままであることが許されている国（特に、欧米などヌーディズムへの理解が非常に進んでいる国）や地域、ヌーディスト・ビーチなど、場所におけるヌード行為は、公衆の面前でのヌードに含まれない。ヨーロッパ各国の中でも、ドイツは特に公共の場におけるヌードに寛容な国として知られている。
公衆の面前でのヌードは、現代社会においては当然珍しい行為で、裸の人間は衣服を着用した周りの人間からの好奇の視線を集める。しかし、近年におけるパブリック・ヌーディティは、｢裸のままのハイキング｣、「裸のままのバドミントン」、｢裸のままの世界自転車旅行（World Naked Bike Ride）｣などのアウトドア活動や、スペンサー・チュニックなどの現代芸術運動に見られる。
『ネイキッド・パンプキン・ラン』や、毎年7月にニュージーランドの祭り「Zwarte Cross」内で行われる、全裸にヘルメットのみ着用した人々が走る『Naked Run』など、裸で行われる大規模な大会も数多くある。現在、世界各地で裸になって行う、全裸スポーツの大会が開催されている。フィリピンの大学では1971年から2019年現在においてまで、仮面を被った全裸の男性の大学生生徒（性器を隠すため、葉っぱを付けることもある）が大学の校舎周りを走るオブレーション・ランという行事が毎年12月に開催されている。

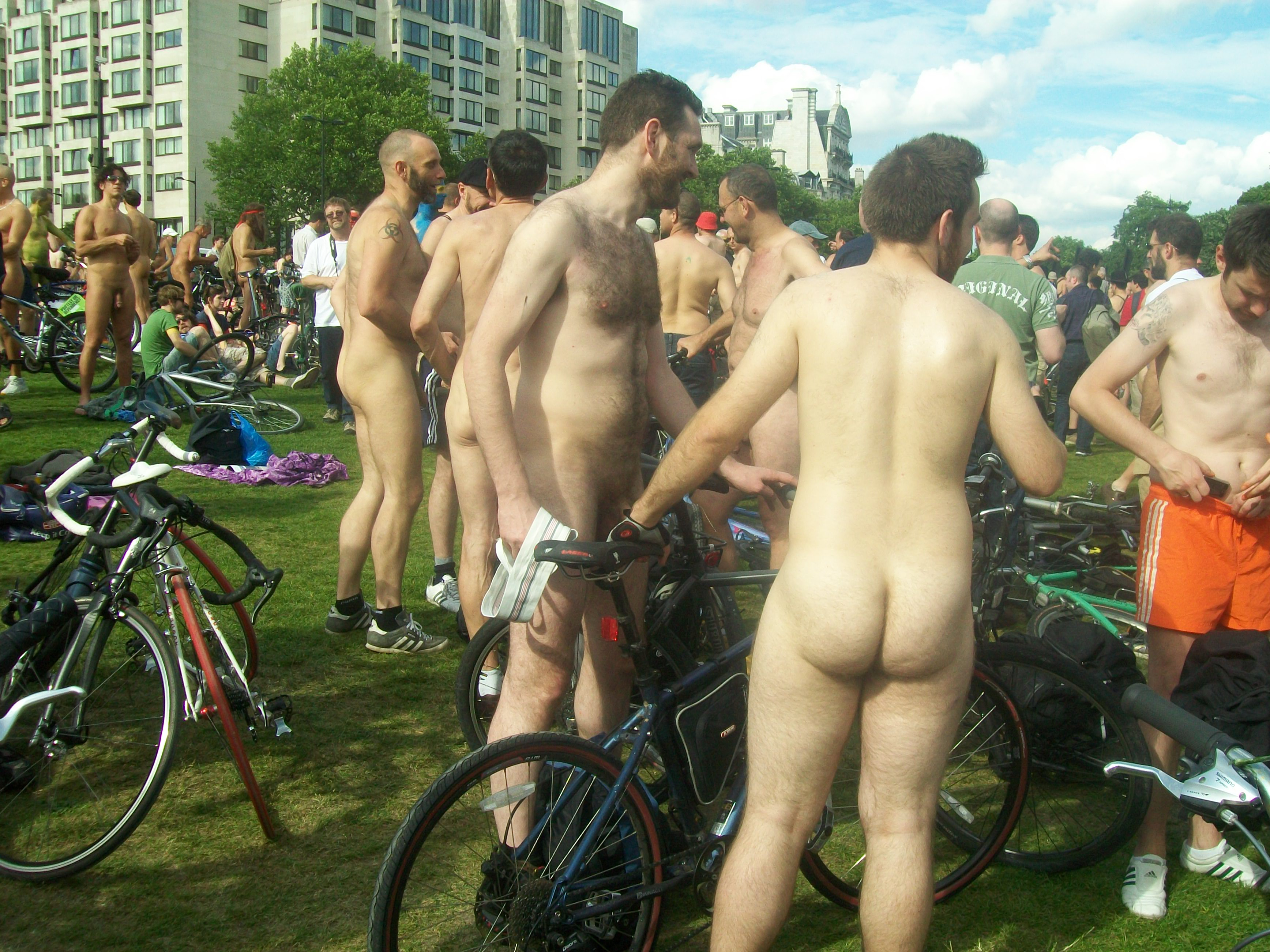
WNBRに参加する全裸の男性（2009年）

## ワールド・ネイキッド・バイク・ライド
ワールド・ネイキッド・バイク・ライド（WNBRと略称されることもある）は代表的な公衆の前で裸になる行為で、世界的に有名である。また、全裸スポーツの代表的な活動としても知られる。2003年に初めて開催された当時は、10か国28都市で開催されていたが、2019年現在は、全20ヶ国、70都市で開催されている世界規模な活動である。参加条件は特にない。毎年3月には、オーストラリア・メルボルンをはじめ、ブラジル・リオデジャネイロや、南アフリカ共和国・ケープタウン、ヨハネスブルグ、プレトリア、ダーバンなどの南半球で、6月の第二週の土曜日・日曜日から8月にかけてはアメリカ合衆国・サンフランシスコ、ロサンゼルス、ボストン、シカゴ、ルイジアナ州（ニューオーリンズ）やイギリス・ロンドン（特に中心部にあるピカデリー・サーカス付近で行われることが多い。スタート地点はロンドン・ブリッジやロンドン・タワーの近くにある「タワーヒル（Tower Hill）」駅であることが多い。）、オランダ、フランス・パリ、自転車利用者に対する環境の厳しさで知られるスペイン・マドリード、交通渋滞や大気汚染の問題が深刻化しているメキシコ・メキシコ市など、北半球の各都市で大々的に行われている。カナダでは、バンクーバー以外にもトロントをはじめ、モントリオール、首都・オタワ、ビクトリア（ブリティッシュコロンビア）、ハリファックスなどで行われている。ロンドンでの開催責任者は、ジェシー・シュ―ストとバーナード・ボーズの2人である。2人は2009年当時の目的として、『歩行者やサイクリストが安心して通れる道路を整備してもらえるように市役所を説得していけたらいいな』と語っている。
イベントの主な目的は、「どんな体も素晴らしい」を意味する「Body Positivity」との運動や、地球温暖化をもたらす化石燃料や自動車への抗議（「人間は裸でも生きていけるし、移動もできる」と主張）、サイクリストの権利取得である。実際、多くの参加者は、このイベントのキャッチフレーズともなりつつある「Less GAS, More ASS（ガソリンは少なく、お尻は多く）」というメッセージを体に書いて走る。開催地でボディペインティングを施すため、ボランティアを募集する場合もある。イベントの終わりには裸のままアフターパーティも開催され、参加者全員で広い噴水をシャワー代わりに体を洗ったり、海で全裸水泳（スキニー・ディップ）をしたり、他者同士で記念写真を撮ったりするなどして楽しむ。
毎年多くの参加者が集まり、参加者は、男性の場合はペニスの露出を恥ずかしがる人も多く、下着を着用する人が多数である。女性の場合は下半身の女性器とお尻を隠す（露出を恥ずかしがる）人が約半数のため、下着（パンティー）やボトムスの水着（ビキニ、Tバッグ、Gストリングなど）、短めのホットパンツのみを着用したトップレスの人や、カラフルなボディペインティングを施した人が多く見かけられる。ごく少数ではあるが、ブラジャーも着用して、乳房を覆う人もいる。ただし、回数を重ねることにつれて、「全裸の女性」の参加者が増えている。仮面をかぶる人もいる。2012年、ロンドンで開催された際は約1000人が参加した。
2019年6月8日、ロンドンにて16回目の活動が開催されたほか、これまで活動が行われてきた世界各地で開催された。
参加中の様子をインスタグラムをはじめとしたSNSやブログ、YouTubeに投稿する人が増えている傾向にある。

### メディアの報道
2009年、2013年、2015年、2018年にイギリス・ロンドンで行われた際は陰部を丸出しにした全裸の参加者が多く見かけられ、一部のメディアで話題となった。
2018年、アメリカ合衆国・オレゴン州ポートランドでに開催され、約1万人が参加した。セミヌード7あるいは、全裸になる理由としては、「ファッション・モデルのような体形に憧れて、肥満体の人を蔑視したり、自己嫌悪したり、拒食症になったり美容整形にハマったりせず、それぞれの身体を讃えましょう、ということ」と語っている

## テレビ番組
2013年11月から、アメリカ合衆国でヌーディストを追った『Buying Naked』と題したテレビ番組が放映されていた。ただし、番組内では、お尻以外のプライベートゾーンにモザイクがかかっている。また、日本テレビのバラエティ番組で紹介された際はすべてのプライベートゾーンにモザイクがかかった。

## 東アジアでの公共ヌード
なお、日本を含め、中国や大韓民国、モンゴル国など東アジアで開催されたことはない。
日本では、地方によって、男性が裸の状態又はふんどし姿で行う祭りがある。毎年一定の参加者が募っていたが、自らのプライベートゾーンを大切にする風潮から参加者は減る傾向にある。